# Туим (станция)
Туи́м — станция Абаканского региона Красноярской железной дороги на линии Ачинск I — Тигей. 
Расположена в 4 км к северу от села Туим Ширинского района Республики Хакасия.

## История
Станция Туим Ачинско-Минусинской железной дороги основана в 1916 году. 

## Дальнее следование по станции
| № поезда | Маршрут движения | № поезда | Маршрут движения |
| -------- | ---------------- | -------- | ---------------- |
| 67       | Абакан — Москва  | 68       | Москва — Абакан  |